# Ni un pas enrere
Ni un pas enrere (originalment en alemany, Die Unbeugsamen: Gefährdete Pressefreiheit auf den Philippinen) és una pel·lícula documental alemanya del 2020 sobre la guerra contra la droga de les Filipines i la corrupció política i la violència sota el president filipí Rodrigo Duterte. La versió doblada al català es va estrenar el 19 d'abril de 2022 al programa Sense ficció de TV3.

## Sinopsi
Ni un pas enrere documenta la guerra filipina contra el narcotràfic i la corrupció política del règim i l'entorn del president Rodrigo Duterte, explicada a través de polítics, de membres dels esquadrons de la mort, de les víctimes que han escapat de ser assassinades i de mitjans independents filipins. En particular, compta amb el grup de mitjans d'investigació filipí Rappler, i la periodista Maria Ressa, premi Nobel de la Pau 2021, que és assetjada i arrestada pel seu treball.

## Producció
La pel·lícula, de 92 minuts, va ser dirigida per Marc Wiese i produïda per Oliver Stoltz per a Dreamer Joint Venture Filmproduktion, GmbH. Magnetfilm, amb seu a Alemanya, té els drets internacionals.

## Rebuda

### Festivals de cinema
L'estrena holandesa de la pel·lícula va ser al Festival Internacional de Cinema Documental d'Amsterdam. El treball es va projectar en línia el dia de clausura de la 13a edició anual de This Human World del Festival de Cinema i Fòrum Internacional sobre els Drets Humans, de l'Institut Internacional de Premsa. De la mateixa manera, es va projectar en la seva primera edició en línia.
També es va presentar al Festival Internacional de Cinema Documental de Copenhaguen, al Dokufest i al Festival Internacional de Cinema de Moscou de 2020. Alhora, es va presentar al 17è Festival de Cinema Documental de Drets Humans Verzió de 2020 i al Festival de Cinema de ReFrame de 2021.

### Premis i nominacions
- Guanyador, Premi F:ACT 2020 del Festival Internacional de Cinema Documental de Copenhaguen
- Nominat, Premi Veritat 2020 del Dokufest
- Guanyador, Premi a l'Excel·lència Artística 2020 del Festival Internacional de Cinema de Moscou
- Nominat, Sant Jordi de Plata 2020 del Festival Internacional de Cinema de Moscou